# Lista siturilor arheologice din județul Dâmbovița - I
Lista siturilor arheologice din județul Dâmbovița - I conține toate siturile arheologice din județul Dâmbovița înscrise în Repertoriul Arheologic Național (RAN) și aflate în localități al căror nume începe cu litera I. RAN este administrat de Ministerul Culturii și Patrimoniului Național și cuprinde date științifice, cartografice, topografice, imagini și planuri, precum și orice alte informații privitoare la zonele cu potențial arheologic, studiate sau nu, încă existente sau dispărute.
Puteți căuta un sit din localitățile care încep cu litera I folosind formularul de mai jos sau puteți naviga prin toate siturile din județ la Lista siturilor arheologice din județul Dâmbovița.
| Cod RAN                                  | Denumire | Localitate                                  | Adresă                 | Datare                             | Descoperit | Coordonate                                  | Imagine           | Erori            |
| ---------------------------------------- | --- | ------------------------------------------- | ---------------------- | ---------------------------------- | ---------- | ------------------------------------------- | ----------------- | ---------------- |
| 65878.01.01                              | Așezarea fortificată geto-dacică de la Iedera - "Cetățuia" / ansamblu anonim (Categorie: locuire civilă) (Tip: Așezare fortificată)                                                                          | sat Iedera de Jos, comuna Iedera            | Cetățuia               | geto-dacică sec.IIa.Chr - I p.Chr. | 1934-1935  | 45°01′00″N 25°37′30″E / 45.01667°N 25.625°E | Încărcați imagine | Raportați eroare |
| 66722.01.01 (Cod LMI: DB-I-s-A-17057)    | Așezarea geto-dacică de la Iazu - "Izvorul Snagovului" / ansamblu anonim (Categorie: locuire civilă) (Tip: Așezare)                                                                                          | sat Iazu, comuna Cojasca                    | Izvorul Snagovului     | geto-dacică sec. II a. Chr.        |            |                                             | Încărcați imagine | Raportați eroare |
| 67096.01.01 (Cod LMI: DB-I-m-B-17058.01) | Situl arheologic de la Ibrianu - "Movila Cornească" / ansamblu anonim (Categorie: locuire) (Tip: locuire) | sat Ibrianu, comuna Cornești                | Movila Cornească       |                                    |            |                                             | Încărcați imagine | Raportați eroare |
| 67096.01.02 (Cod LMI: DB-I-m-B-17058.02) | Situl arheologic de la Ibrianu - "Movila Cornească" / ansamblu anonim (Categorie: locuire) (Tip: Tumul) | sat Ibrianu, comuna Cornești                | Movila Cornească       |                                    |            |                                             | Încărcați imagine | Raportați eroare |
| 67096.02.01 (Cod LMI: DB-I-m-B-17059.03) | Situl arheologic de la Ibrianu - "SMA Ibrianu" / ansamblu anonim (Categorie: locuire civilă) (Tip: Așezare)                                                                                                  | sat Ibrianu, comuna Cornești                | SMA Ibrianu            |                                    |            |                                             | Încărcați imagine | Raportați eroare |
| 67096.02.02 (Cod LMI: DB-I-m-B-17059.02) | Situl arheologic de la Ibrianu - "SMA Ibrianu" / ansamblu anonim (Categorie: locuire civilă) (Tip: Așezare)                                                                                                  | sat Ibrianu, comuna Cornești                | SMA Ibrianu            | geto-dacică                        |            |                                             | Încărcați imagine | Raportați eroare |
| 67096.02.03 (Cod LMI: DB-I-m-B-17059.01) | Situl arheologic de la Ibrianu - "SMA Ibrianu" / ansamblu anonim (Categorie: locuire civilă) (Tip: Așezare)                                                                                                  | sat Ibrianu, comuna Cornești                | SMA Ibrianu            | sec. XV - XVIII                    |            |                                             | Încărcați imagine | Raportați eroare |
| 65805.01.01 (Cod LMI: DB-I-m-B-17061.03) | Situl arheologic de la Ionești - "Ioneasca" / ansamblu anonim (Categorie: locuire civilă) (Tip: Așezare) | sat Ionești, comuna Petrești                | Ioneasca               | Gumelnița                          |            |                                             | Încărcați imagine | Raportați eroare |
| 65805.01.02 (Cod LMI: DB-I-m-B-17061.02) | Situl arheologic de la Ionești - "Ioneasca" / ansamblu anonim (Categorie: locuire civilă) (Tip: Așezare) | sat Ionești, comuna Petrești                | Ioneasca               | Tei                                |            |                                             | Încărcați imagine | Raportați eroare |
| 65805.01.03 (Cod LMI: DB-I-m-B-17061.01) | Situl arheologic de la Ionești - "Ioneasca" / ansamblu anonim (Categorie: locuire civilă) (Tip: Așezare) | sat Ionești, comuna Petrești                | Ioneasca               | sec. XVIII - XIX                   |            |                                             | Încărcați imagine | Raportați eroare |
| 65805.02.01 (Cod LMI: DB-I-s-B-17062)    | Așezarea Glina de la Ionești - "Puțul de la Neajlovel" / ansamblu anonim (Categorie: locuire civilă) (Tip: Așezare)                                                                                          | sat Ionești, comuna Petrești                | Puțul de la Neajlovel  | Glina                              |            |                                             | Încărcați imagine | Raportați eroare |
| 65805.03.01 (Cod LMI: DB-I-m-B-17063.01) | Așezarea din epoca bronzului de la Ionești - "Vărsarea Neajlovelului" / ansamblu anonim (Categorie: locuire civilă) (Tip: Așezare)                                                                           | sat Ionești, comuna Petrești                | Vărsarea Neajlovelului | Glina                              |            |                                             | Încărcați imagine | Raportați eroare |
| 65805.03.02 (Cod LMI: DB-I-m-B-17063.02) | Așezarea din epoca bronzului de la Ionești - "Vărsarea Neajlovelului" / ansamblu anonim (Categorie: locuire civilă) (Tip: Așezare)                                                                           | sat Ionești, comuna Petrești                | Vărsarea Neajlovelului | Tei                                |            |                                             | Încărcați imagine | Raportați eroare |
| 69553.01.01 (Cod LMI: DB-I-s-B-17064)    | Necropola din epoca bronzului de la Izvoarele - "Stațiunea pomicolă" / ansamblu anonim (Categorie: descoperire funerară) (Tip: Necropolă)                                                                    | sat Izvoarele, comuna Voinești              | Stațiunea pomicolă     |                                    |            |                                             | Încărcați imagine | Raportați eroare |
| 67755.01.01                              | Ruinele mănăstirii Mărgineni- Penitenciar la I. L. Caragiale / ansamblu Mănăstirea Mărgineni (Mănăstirea de pe Cricov sau Mănăstirea Drăghicești) (Categorie: structură de cult/religioasă) (Tip: Mănăstire) | sat I. L. Caragiale, comuna I. L. Caragiale | Penitenciar            | sec. XV                            |            |                                             | Încărcați imagine | Raportați eroare |
| 67755.02.01 (Cod LMI: DB-II-m-A-17535)   | Biserica "Sf. Dumitru Izvoditorul de Mir" de la I.L. Caragiale / ansamblu Biserica "Sf. Dumitru Izvoditorul de Mir" (Categorie: structură de cult/religioasă) (Tip: Biserică)                                | sat I. L. Caragiale, comuna I. L. Caragiale |                        | 1680, rep. 1850                    |            |                                             | Încărcați imagine | Raportați eroare |
| 65805.05.01                              | Așezarea Glina de la Ionești- Pe Ioneasca / ansamblu anonim (Categorie: locuire) (Tip: Așezare) | sat Ionești, comuna Petrești                | Pe Ioneasca            | Glina                              |            |                                             | Încărcați imagine | Raportați eroare |
| 65805.07.01                              | Așezarea din epoca bronzului de la Ionești- Saivan / ansamblu anonim (Categorie: locuire) (Tip: Așezare) | sat Ionești, comuna Petrești                | Saivan                 |                                    |            |                                             | Încărcați imagine | Raportați eroare |